# Lemma (lingvistika)
V lingvistice lemma (též lema, mn. č. lemmata) označuje:
- základní podobu (alolex) lexému (tedy slova nebo fráze), která se uvádí jako reprezentativní ve slovnících (slovníkový tvar), nebo
- souhrn všech tvarů určité lexikální jednotky (lexému) reprezentovaný jejím základním (heslovým) tvarem (lemmatem v předchozím významu)

V textové analýze se každý konkrétní tvar daného lemmatu označuje jako typ, každá konkrétní realizace slova se nazývá token. 
Odlišuje se od kořene slova, ten je nejmenší významovou jednotkou slova; odlišuje se i od tokenu a od stematizace, kdy se hledá kmen slova. 
Nástroj (např. počítačový program), který určitému tvaru slova přiřadí jeho lemma, se nazývá lemmatizátor. 

## Příklady a využití
Např. ve větě „Netrpěliví zákazníci stáli v obchodě i před obchodem, ovšem před obchodem jich čekalo jen několik.“ se k lemmatu obchod vyskytují tři tokeny dvou typů (obchodě, obchodem). 
Poměrem typů a tokenů lze přibližně odhadnout jazykovou bohatost textu (která je ovšem ovlivněna také délkou a specifikací textu).
Ve funkčním generativním popisu (FGP) se rozlišuje morfologické (syntaktické) m-lema od tektogramatického (sémantického) t-lematu.
V češtině se jako slovníkový tvar zpravidla používá:
- pro substantiva nominativ singuláru;
- pro adjektiva nominativ singuláru pozitivu mužského rodu – obdobně též pro zájmena a číslovky;
- pro slovesa infinitiv aktiva (z hlediska slovesného vidu není lemma jednoznačně definováno);
- pro příslovce pozitiv (1. stupeň);
- pro předložky nevokalizovaný tvar;
- pro ostatní slovní druhy je lemma shodné s jediným tvarem.

V jiných jazycích může být konvence pro výběr lemmatu odlišná. Např. v latině se za verbální lemma považuje první osoba singuláru přítomného času, případně třetí osoba u neosobních sloves jako kupř. ningit (sněží), zatímco v semitských jazycích je standardním verbálním lemmatem třetí osoba singuláru maskulina perfekta (tedy fonologicky a morfologicky nejjednodušší realizace příslušného slovesa). Ve vhodném kontextu je proto dosti běžné a z funkčního hlediska zcela náležité překládat cizí lemmata nikoli doslova, ale odpovídajícím lemmatem českým, např. latinské amo (doslova "miluji") jako milovat či hebrejské ברא ("On stvořil") jako stvořit. 